# Lestes spatula
Lestes spatula är en trollsländeart som beskrevs av Fraser 1946. Lestes spatula ingår i släktet Lestes och familjen glansflicksländor. Inga underarter finns listade i Catalogue of Life.